# 西中島 (大阪市)
西中島（にしなかじま）は、大阪府大阪市淀川区の町名。現行行政地名は西中島一丁目から西中島七丁目。新大阪駅および同駅南側を含む地域である。
本項では町名の由来となった、かつての西成郡西中島町（にしなかじまちょう）についても述べる。

## 地理
北は宮原、東は東中島、西淡路、柴島、南は豊崎、西は木川東に囲まれた地域である。

## 歴史
町名は、大阪市編入以前の西成郡西中島町に由来する。中島の地名は神崎川と大川に挟まれた地域を指し、このうち中津川（おおむね新淀川）以南を南中島、同以北の上流側（東部）を上中島、下流側（西部）を下中島と称した。当地域は下中島の西南部に位置する。

### 大字
- 南方新家（みなみがたしんけ）[6] - 『大大阪営業名鑑』、『商工資産信用録 第22回』、『日本紳士録』などによると、かつて存在した南方新家の商工業者は膠商・膠製造業の中井利助[7][8]、西口、東野、林[7]、燐寸製造業の中井[9]、白米薪炭の西口[10]などがいた。
- 柴島（くにじま）[6]
- 薬師堂（やくしどう）[6]
- 浜（はま）[6]
- 淡路（あわじ）[6]
- 川口（かわぐち）[6]
- 南方（みなみがた）[6]
- 山口（やまぐち）[6]
- 西（にし）[6]

### 沿革
- 1871年（明治4年） 西成郡増島村と高畑村が合併して、西成郡淡路村となる。
- 1889年（明治22年）4月1日 町村制施行により、西成郡淡路村・山口村・南方新家村・南方村・西村・柴島村・薬師堂村・浜村・川口村が合併して、西成郡西中島村が発足。大字山口に村役場を設置。
- 1923年（大正12年）6月1日 町制を施行して、西成郡西中島町となる。
- 1925年（大正14年）4月1日 大阪市へ編入され、新設の東淀川区の一部となり、大字が国次町・山口町・飛鳥町・南方町・西町・柴島町・薬師堂町・浜町・北川口町に変更される。
- 1949年（昭和24年） 南方町西部や西町東部に当たる地域に、西中島町の大字が誕生。
- 1974年（昭和49年）
  - 6月 西中島町に北川口町など淀川沿いの地域を合わせて、西中島の現行住居表示を実施。
  - 7月22日 東淀川区のうち東海道本線以西が分区され、新設の淀川区の一部となる。

## 経済

### 産業
農業
『大日本篤農家名鑑』によれば、西中島村の篤農家は石原、小中、行俊、今田などがいた。

#### 本社を置く企業
- 日清食品グループ大阪本社
  - 日清食品本店・大阪本社
  - 日清食品チルド本店
  - 日清食品冷凍本店
  - 日清シスコ大阪支店
  - ぼんち本社（登記上の本店は三津屋中）
  - 湖池屋大阪支店

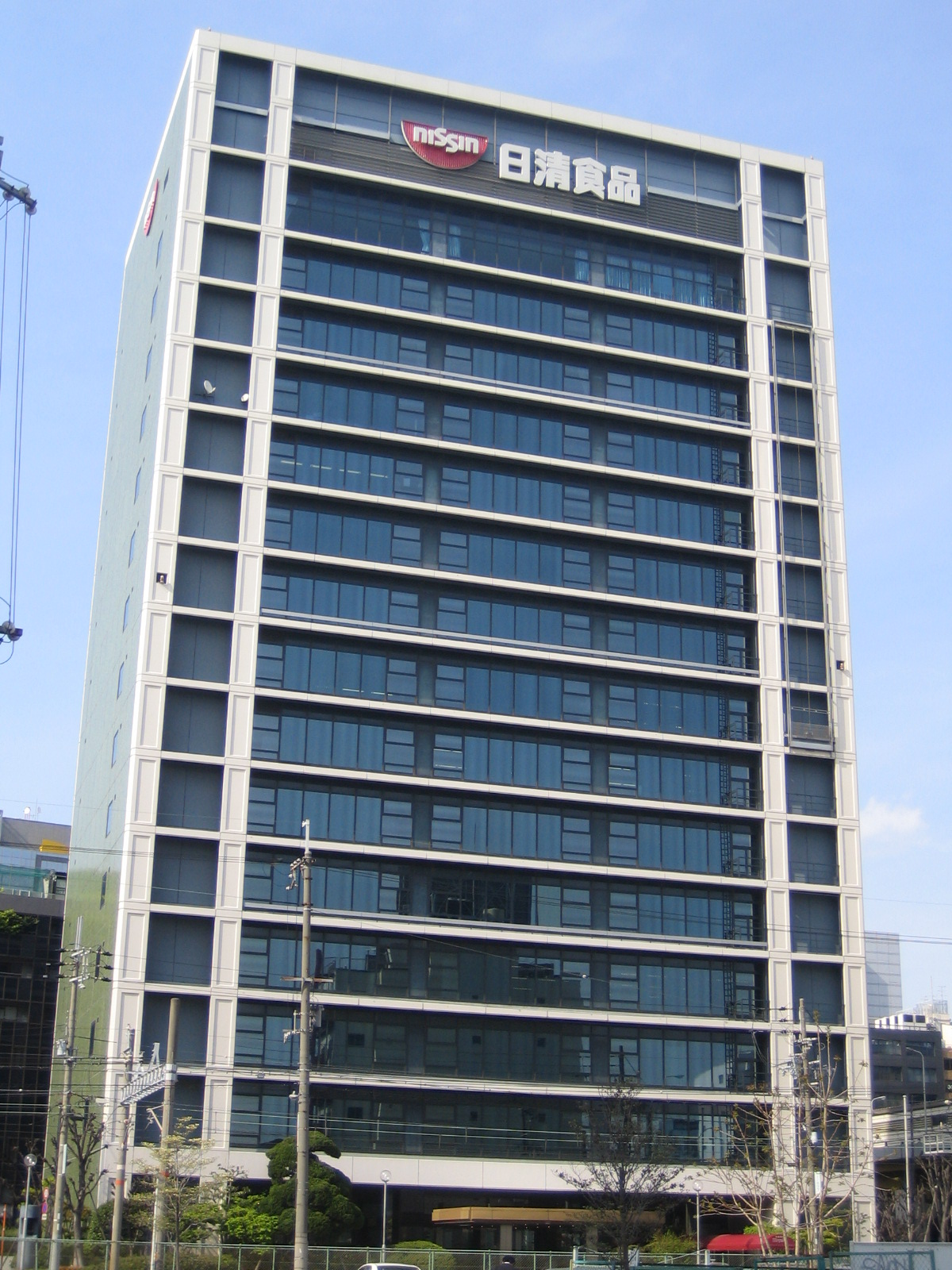
日清食品グループ大阪本社

- UNCHI - ラーメンチェーンほか飲食店を国内外に展開する外食事業者。
- アクアプラス
- GoHands

#### 事業所
2016年（平成28年）現在の経済センサス調査による事業所数と従業員数は以下の通りである。
| 丁目         | 事業所数    | 従業員数 |
| ------------ | ----------- | -------- |
| 西中島一丁目 | 175事業所   | 2,576人  |
| 西中島二丁目 | 79事業所    | 1,475人  |
| 西中島三丁目 | 542事業所   | 5,023人  |
| 西中島四丁目 | 659事業所   | 6,375人  |
| 西中島五丁目 | 857事業所   | 17,582人 |
| 西中島六丁目 | 487事業所   | 6,168人  |
| 西中島七丁目 | 378事業所   | 5,260人  |
| 計           | 3,177事業所 | 44,459人 |

### 地主
1903年に刊行された『日本現今人名辞典 訂正3版』によれば、西中島村の石原亀太郎は大阪府下の大地主である。

## 世帯数と人口
2019年（令和元年）9月30日現在の世帯数と人口は以下の通りである。
| 丁目         | 世帯数    | 人口    |
| ------------ | --------- | ------- |
| 西中島一丁目 | 788世帯   | 1,163人 |
| 西中島二丁目 | 1,334世帯 | 1,875人 |
| 西中島三丁目 | 430世帯   | 570人   |
| 西中島四丁目 | 820世帯   | 1,038人 |
| 西中島五丁目 | 446世帯   | 565人   |
| 西中島六丁目 | 821世帯   | 1,043人 |
| 西中島七丁目 | 566世帯   | 801人   |
| 計           | 5,205世帯 | 7,055人 |

### 人口の変遷
国勢調査による人口の推移。
| 1995年（平成7年）  | 6,159人 | [ 14 ] |  |
| 2000年（平成12年） | 6,117人 | [ 15 ] |  |
| 2005年（平成17年） | 6,309人 | [ 16 ] |  |
| 2010年（平成22年） | 7,721人 | [ 17 ] |  |
| 2015年（平成27年） | 7,400人 | [ 18 ] |  |

### 世帯数の変遷
国勢調査による世帯数の推移。
| 1995年（平成7年）  | 3,210世帯 | [ 14 ] |  |
| 2000年（平成12年） | 3,589世帯 | [ 15 ] |  |
| 2005年（平成17年） | 3,982世帯 | [ 16 ] |  |
| 2010年（平成22年） | 5,540世帯 | [ 17 ] |  |
| 2015年（平成27年） | 5,316世帯 | [ 18 ] |  |

## 学区
市立小・中学校に通う場合、学区は以下の通りとなる。なお、小学校・中学校入学時に学校選択制度を導入しており、通学区域以外に淀川区にある以下の通学区域に隣接する校区にある小学校・中学校から選択することも可能。
| 丁目         | 番   | 小学校               | 中学校             |
| ------------ | ---- | -------------------- | ------------------ |
| 西中島一丁目 | 全域 | 大阪市立西中島小学校 | 大阪市立十三中学校 |
| 西中島二丁目 | 全域 | 大阪市立西中島小学校 | 大阪市立十三中学校 |
| 西中島三丁目 | 全域 | 大阪市立西中島小学校 | 大阪市立十三中学校 |
| 西中島四丁目 | 全域 | 大阪市立西中島小学校 | 大阪市立十三中学校 |
| 西中島五丁目 | 全域 | 大阪市立西中島小学校 | 大阪市立十三中学校 |
| 西中島六丁目 | 全域 | 大阪市立西中島小学校 | 大阪市立十三中学校 |
| 西中島七丁目 | 全域 | 大阪市立西中島小学校 | 大阪市立十三中学校 |

## 交通

### 鉄道
- 新大阪駅（JR東海・JR西日本）
  - JR東海は東海道新幹線、JR西日本は山陽新幹線（新幹線駅そのものの管理はJR東海）・JR京都線（東海道本線）・おおさか東線
- 西中島南方駅・新大阪駅 - Osaka Metro御堂筋線
- 南方駅 - 阪急京都本線
  - 西中島南方駅と南方駅は乗換駅となっている。

### バス
地域の路線バスは大阪シティバスの運行エリアになる。
- 93号系統が大阪駅から十三、淀川区役所を経て、地下鉄西中島南方・西中島一丁目の各停留所を通り、東淀川区の井高野車庫へ向かう。
- 41号系統が大阪駅から大淀南一丁目、十三、淀川区役所を経て、西中島六丁目・西中島・西中島五丁目を通り、新大阪駅東口を経由して区内の榎木橋へ向かう。

また、新大阪駅には高速バスやリムジンバス、大阪国際空港へ向かう阪急バス（一般路線バス）も発着している。

### 道路
- 新御堂筋
- 淀川通

## 地域

### 施設
- 大阪市立西中島小学校
- 淀川河川公園

## 出身人物
- 西口庄兵衛（米穀商、西中島水平社執行委員）[21]
- 本出保太郎（農業、衆議院議員）[22]

## その他

### 日本郵便
- 〒532-0011[3]（集配局：淀川郵便局[23]）